# Caba (Einheit)
Caba war ein Volumenmaß für Flüssigkeiten in Somaliland.
- 1 Caba = 0,453 Liter

Es war Teil eines alten somalischen Einheitensystems. 
- 1 Gisla = 8 Tabla = 120 Chelea = 360 Caba

Ersetzt wurde dieses 1950 durch das metrische System, das 1972 verpflichtend wurde.